# 小行星6769
小行星6769（6769 Brokoff）是一颗绕太阳运转的小行星，为主小行星带小行星。该小行星于1985年2月15日发现。

## 轨道参数
小行星6769的轨道半长轴为2.4162949 UA，离心率为0.124。